# Super Hydlide
 (juin 2020).
Super Hydlide (スーパーハイドライド, SupaHaidoraido) est un jeu de rôle de type action-RPG développé par T&E Soft et édité par Seismic Software, sorti sur Mega Drive en 1991 en Europe, 1990 aux États-Unis, et 1989 au Japon.
Il s'agit d'un portage du jeu Hydlide 3: The Space Memories, sorti uniquement au Japon sur différentes plateformes à partir de 1987. Par la suite, d'autres versions plus abouties sortiront sous le nom de Hydlide 3 Special Version et Hydlide 3 Gold Pack toujours seulement au Japon. Super Hydlide est la seule version à avoir vu le jour en Europe.
Cette suite met à jour tous les aspects des premiers opus d'Hydlide. Avant sa sortie, le jeu était appelé Hollo Fighter dans certaines publicités de Sega pour la Mega Drive.

## Synopsis
Après les évènements d'Hydlide, les démons de Varalys ont été enfermés dans une grotte scellée appelée la grotte interdite, sous la Cité des bois, et tout allait bien à Fairyland. Jusqu'au jour où apparut une gigantesque colonne de feu qui sortit de la terre, et qui forma une énorme fissure. Fissure par laquelle des monstres arrivèrent, de plus en plus nombreux chaque jour. Les humains durent se cacher, et les sages désignèrent Jim pour trouver la source du mal et sauver l'univers de Fairyland.
Note : sur un plan scénaristique, ce jeu est celui qui clôt l'histoire de la série des Hydlide, jusqu'à aujourd'hui.

## Système de jeu
Globalement, le gameplay de Super Hydlide est comparable à celui d'un Zelda ou d'un Diablo entre autres parce qu'il mêle un aspect rôle et un aspect action en temps réel, avec vue aérienne. On le compare également souvent à la série des Ys.
Trois boutons servent dans le jeu : le bouton A permet de frapper ou de parler avec les villageois, le bouton B sert à se baisser pour éviter une attaque ou fouiller un endroit, et le bouton C permet d'accéder à l'interface du personnage et du jeu.
Chose rare pour l'époque, il y a un système de sauvegarde automatique, quand le personnage passe une nuit à l'auberge. On peut créer jusqu'à quatre parties différentes.
Le jeu est très riche en objets, armes, armures, magies, etc., mais leur gestion se fait par une interface entièrement textuelle.

### Horloge
L'aventure se déroule dans une simulation de "temps réel", avec une horloge interne et un cycle jour/nuit. L'heure tourne pendant le jeu, les jours passent et sont comptabilisés. Une journée commence à 7h le matin, à 18h, c'est le crépuscule et la nuit tombe à 20h. Si le personnage fait une nuit blanche, ce sera l'aube de 5h à 7h du matin.
La vitesse du jeu et du timing est réglable, il y a cinq vitesses possible, de la plus rapide à la plus lente. Plus qu'une simple option de jeu, cette fonction peut être utile selon que l'on souhaite se battre, aller d'un point à un autre, atteindre une certaine heure, se déplacer alors que l'on est surchargé, etc.

### Manger et dormir
Le personnage doit manger et dormir régulièrement, s'il ne le fait pas, il perd des points de vie et de force au fil du temps. S'il perd trop de force, il ne pourra plus faire de dommages aux ennemis ou transporter plus d'un certain nombre d'objet, il sera ralenti légèrement, et peut devenir "endormi", c'est-à-dire incapable de se déplacer sans faire tomber des objets.
Il faut donc acheter des rations de nourriture, et en consommer au moins deux fois par jour. (Si le joueur ne le fait pas lui-même, les rations en possession du personnage seront consommées automatiquement à 13 heure et à 19 heure.) En outre, cela lui fait gagner des points de vie.
Quand il commence à se faire tard, le joueur doit aller vers la ville la plus proche pour aller dormir à l'auberge (avant que celle-ci ne ferme), ou camper. S'il se fait trop tard, il perdra son énergie. Après avoir dormi, le joueur récupère toutes ses capacités. (Vie, magie...)
S'il est nécessaire de rester debout toute la nuit, le personnage doit prendre un repas toutes les 6 heures.

### Morale
Ce jeu comporte un système de "bon" ou "mauvais" héros, ou un système dit d'alignement. Il y a à la fois des "bons" et des "mauvais" monstres. Les "mauvais" attaquent le joueur à vue, tandis que les "bons" le font seulement si le joueur est sur leur chemin ou s'il s'attaque à eux en premier. Si un "bon" monstre (qui donne plus d'expérience et d'or) est tué par le joueur, il perd des points à partir d'une statistique appelée "MF" (Fibre morale). Si la jauge de morale tombe à zéro, des pièges apparaitront fréquemment dans le monde entier. Si le joueur réussit à la garder à 100, des bonus apparaissent sous la forme d'objets à trouver au hasard autour de Fairyland.
Les "bons" ou "mauvais" monstres ne sont pas désignés comme tel au hasard : tous les monstres de tel genre sont "bons", tandis que tous les monstres de tel autre genre sont "mauvais". Par exemple, au début du jeu, les "Cannibal" (plantes jaunes) sont "mauvais", car agressifs, tandis que les "Tree Spirit" (plantes vertes) sont toujours inoffensifs tant qu'on ne leur fait pas de mal. Et cela est valable pour tous les "Cannibal" et pour tous les "Tree Spirit".
Cet aspect du jeu a été introduit pour la première fois dans Hydlide II: Shine of Darkness. Mais contrairement à ce dernier, dans Super Hydlide, la jauge de morale n'a pas d'influence sur la manière dont vont réagir les villageois face au personnage. (Ce sont les points de "Charm" qui ont cette influence)

### Pondération
Un autre aspect du jeu est le système de pondération. Chaque objet dans le jeu (y compris l'argent et la nourriture) pèse un certain un poids ; plus le joueur a d'objets sur lui, plus le personnage se déplace lentement. Plus le joueur gagne de niveaux, plus il possède de force pour transporter un grand nombre d'objets. Dans ses statuts, il ne faut pas que son poids actuel (CW comme Carried Weight) dépasse la charge maximale qu'il peut porter (LC comme Load Capacity), sinon le personnage sera automatiquement ralenti.
Quand le personnage consulte les objets dans une boutique, le poids ("Weight") est indiqué. Dans l'inventaire, le poids de chaque objet que le personnage possède est également indiqué à côté de la lettre W.
À tout moment, le personnage peut se débarrasser d'un objet qu'il possède ("Throw Away one" ou "Throw Away all" s'il veut se débarrasser de tous les exemplaires d'un objet qu'il a plusieurs fois.) y compris si cet objet est équipé. En revanche, il lui est impossible de récupérer l'objet dont il s'est débarrassé.

### Banque
Assez tôt dans le jeu, le joueur peut ouvrir un compte en banque pour y déposer son argent, et ainsi éviter d'être surchargé. Il pourra également acquérir un système de change qui lui permettra de posséder par exemple une pièce de 100 au lieu de pièce de 10, ce qui pèsera moins lourd.
S'il faut retirer de l'argent pour faire des achats, avoir beaucoup d'argent sur son compte permet de toucher des intérêts.
À noter : Le système de la banque fait son apparition dans Super Hydlide, il n'existe pas dans la plupart des autres versions d'Hydlide 3.

### Caractéristiques du personnage
- Name : Le nom que le joueur a donné à son personnage.
- Class : La classe à laquelle appartient le personnage. (Voir paragraphe consacré)
- Level : Le niveau du personnage. Plus son niveau est élevé, meilleures sont ses caractéristiques. Pour augmenter de niveau, il faut acquérir de l'expérience. Le passage des niveaux n'est pas automatique, il faut aller au temple sacré.
- Exp (Experience) : L'expérience du personnage, qu'il acquiert en tuant des monstres. Elle peut être échangée (à la manière de l'argent) contre des niveaux (dans le temple sacré) ou contre l'apprentissage de sorts magiques (dans les maisons de mages).

#### Les jauges

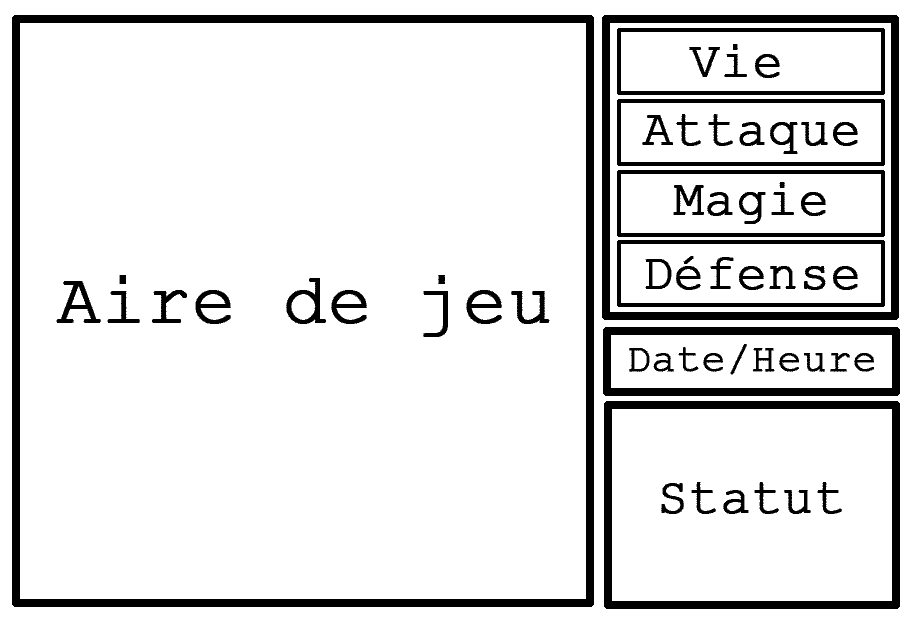
Un aperçu des jauges de vie, d'attaque, de magie et de défense (Armor Class) est affiché en permanence dans le jeu.

Les jauges sont des caractéristiques de type a/b. Le personnage possède une capacité constante (b) qui dépend de son niveau et une capacité effective (a) qui dépend de son état actuel (fatigue, dommage subits, sorts invoqués, etc.) et de son équipement. (Avec les bonus de l'équipement a peut être supérieur à b) Pour que la capacité effective soit au maximum, il faut dormir, manger, ne pas être trop chargé, etc.
- Life : La jauge de vie. Arrivé à zéro, le personnage meurt, il ne possède qu'une seule vie. On peut reprendre là où le jeu aura été sauvegardé pour la dernière fois, c'est-à-dire après la dernière nuit du personnage dans une auberge. La vie peut être restaurée par le sommeil, la nourriture, les médicaments ou la magie.
- MP (Magic Power) : La jauge de magie. Elle s'use à mesure que vous utilisez des sorts magiques. Elle peut être restaurée avec le sommeil ou avec des herbes.
- AP (Attack Power) :  La jauge de points d'attaques, plus le personnage en possède, plus la quantité des dégâts que le personnage inflige à l'ennemi est élevée. Elle varie en fonction du type d'arme utilisée.
- AC (Armour Class) :  La classe d'armure de votre personnage. Elle dépend de la qualité de votre équipement (bouclier/casque/armure). Plus cette classe est élevée, moins les coups des ennemis vous enlèvent de la vie. Atteint un certain niveau d'armure, le personnage est insensible aux coups des monstres trop faibles.
- AGI (Agility) : Agilité du personnage. Plus le personnage est agile, moins il a de chance de rater ses coups, et plus il a de chance de se protéger de ceux des adversaires.

#### Les aptitudes
- STR (Strength) : La force de votre personnage, plus celle-ci est élevée, plus votre personnage peut porter d'objets (certains objets, armes, armures, etc. nécessitent une certaine force pour pouvoir être équipés). La force indique également le pourcentage de dégâts que votre personnage peut infliger effectivement à un ennemi. Plus la force est élevée, plus la poigne (Handle) est élevée.
- DEX (Dexterity) : La dextérité du personnage.
- INT (Intelligence) :  L'intelligence de votre personnage. Elle dépend du niveau, et est nécessaire pour accomplir certaines actions ou invoquer certains sorts magiques.
- MF (Moral Fiber) : La jauge de morale. (Voir paragraphe consacré)
- Charm : Le charme du personnage. Plus le personnage en possède, plus les villageois accepteront de parler avec lui et de réduire le prix des objets à la vente ou de les lui racheter à bon prix.
- Luck : La chance du personnage.
- Handle : La poigne, ou le poids maximum d'une arme que le personnage peut manier efficacement. Si le personnage est équipé d'une arme sans avoir assez de poigne nécessaire à son bon usage, il frappera très faiblement.

#### Autres
- Statut : L'état actuel du personnage. "Normal" : le personnage est en pleine forme. "Danger!" : le personnage est sur le point de mourir. "Poison" : le personnage est empoisonné, si rien n'est fait sa vie diminue. "Hungry" (Affamé) : le personnage n'a pas mangé, si rien n'est fait sa vie diminue. "Sleepy" (Sommeil) : Le personnage a sommeil. Si rien n'est fait, sa force diminue.
- Gold : L'argent que vous possédez sur vous. (Vous permettant d'acheter armes, armures, objets, nourriture, etc.)
- LC (Load Capacity) : La capacité de charge, ou le poids maximum que le personnage peut porter sans être ralenti.
- CW (Carried Weight) : Le poids actuel que le personnage transporte.
- Equipment : Votre équipement actuel. (Différent de ce que le personnage possède, il peut par exemple posséder plusieurs armes, mais une seule peut être équipée.) Pour équiper un objet de l'inventaire, il faut utiliser la commande Use.

### Classes de personnage
Il y a quatre classes de personnage au choix au démarrage du jeu. Le guerrier, le voleur, le prêtre ou le moine. Le voleur et le guerrier ont un jeu plus agressif, plus facile au démarrage, tandis que le prêtre et le moine sont spécialisés dans la magie. (Le guerrier et le voleur ne peuvent pas apprendre tous les sorts magiques) Les classes évoluent au cours du jeu.
Guerrier (Warrior)
C'est le personnage le plus équilibré au départ. Il a un niveau moyen ou bon dans tous les domaines, et un peu plus de points d'attaque (15), d'armure (14), et d'agilité (13) que les autres.
Voleur (Thief)
C'est un personnage assez déséquilibré. Il démarre avec beaucoup plus de vie (36) et de dextérité (27) que les autres. Plus de poigne (Handle 1088) et de force également (14). En revanche, rien en magie et en morale, très peu en intelligence (3) et en charme (4). Il peut porter des armes lourdes très tôt et peut acquérir de l'expérience rapidement.
Prêtre (Priest)
Il démarre avec plus de morale (80), d'intelligence (19) et de magie (20), en revanche moins de poigne (Handle 920), de points d'attaque (6) et d'armures (9). Pour le reste, il a niveau moyen, voir plutôt bon. Ce personnage possède le potentiel de développement le plus grand.
Moine (Monk)
C'est le meilleur en ce qui concerne la chance (20) et le charme (21), possède une très bonne morale (57), une bonne magie (16), mais très peu de vie (14). Pour le reste, il est moyen.

## Équipe de développement
- Scénariste, programmeur principal et superviseur de production : Tokihiro Naitoh
- Design graphique et environnements : Kayoko Miura, Yoshiaki Sakata, Toyokazu Hattori, Manabu Sakai, Yoshiiku Oda
- Design des monstres : Yoshiaki Sakata
- Effets visuels : Kentaro Nishiwaki
- Conseils design : Kenji Nakashima
- Musique et sons : Shigeru Tomita (sous le pseudonyme de Tommy)
- Producteur : Eiji Yokoyama
- Éditeur : Masanori Kuraishi

## Remarques
En intégrant un grand nombre de caractéristiques et Super Hydlide est un des rares J-RPG dont le système de jeu est plus proche des jeux de rôle sur table que les RPG japonais habituels (type Final Fantasy par exemple). En effet, la plupart des jeux vidéo s'inspirant de façon aussi proche des jeux de rôle sur table sont fréquemment d'origine américaine. (The Elder Scrolls, Baldur's Gate...) Cet aspect rend le jeu plus complexe, mais également moins linéaire dans son action (même s'il le demeure pour sa trame scénaristique) et dans le développement du personnage.
Le jeu connut un certain succès (relatif toutefois) au Japon, mais très peu aux États-Unis et en Europe. Malgré la richesse du gameplay pour l'époque, ses graphismes et son animation rudimentaires en décalage avec les capacités de la Mega Drive (puisqu'il s'agit d'un portage d'Hydlide 3 sorti à l'origine en 1987 sur des plateformes de faible puissance) rebutèrent bon nombre de joueurs. D'ailleurs, la Mega Drive était à l'origine une console plutôt basée sur l'arcade et les effets spéciaux. En outre, comme dans de nombreux RPG, le jeu comporte quelques dialogues, qui peuvent avoir leur importance, et le titre n'était pas traduit dans les différentes langues européennes (chose plutôt rare à l'époque). Ajouté à cela la difficulté et la complexité (système de temps, d'alimentation, de pondération...rien n'étant expliqué dans le jeu lui-même) qui rendent le démarrage un peu laborieux.
En revanche, les musiques ont toujours été considérées comme un point fort du jeu. (On trouve de nombreuses versions remixées)